# 金判坤
金判坤（韓語：김판곤，Kim Pan-Gon Joshua，1969年5月1日—），生於南韓慶尚南道晉州市，南韓足球教練暨已退役足球運動員，司職左中場。
金判坤在2009年帶領香港甲組足球聯賽球隊南華晉身亞協盃四強，再於同年12月帶領香港奧運隊在2009年東亞運動會中，歷史性奪得首個綜合運動會冠軍。
2015年，金判坤帶領香港隊在世界盃亞洲區外圍賽中，兩和世界排名84位的中國國家隊，同時協助香港足球總會奪得亞洲足協最佳發展成員獎。
2017年12月25日，金判坤與香港足球總會提前解除合約，在韓國足球協會擔任技術總監。
2022年1月21日，金判坤出任馬來西亞國家足球隊主教練。 。
2024年7月16日，金判坤宣布辭任馬來西亞國家足球隊主教練，據傳將重返母會蔚山現代執教 。

## 早年生活
金判坤生於南韓南部慶尚南道的小鎮晉州，自小家境清貧的他獲哥哥供養他在足球發展上所需的資源，但由於就讀的初中學校沒有校隊，故高中時他考進馬山市的昌信高校。
大學時期，他就讀的非傳統足球名門湖南大學。

## 球員生涯
1992年，金判坤加盟韓職球會蔚山現代，展開球員生涯。至1996年，他轉會全北現代，但他卻因嚴重傷患令其左腳斷掉，而斷腳八個月後他重返球隊，並再不能擔任正選。後來，他改為擔任中京高等學校足球隊教練。
直至退役1年半後，他在亞洲足球教練班遇上來自香港的導師郭家明，當時郭家明認為金判坤仍然可以參與職業賽事幾年，遂邀請他於2000年以31歲之齡來港加盟甲組球會快譯通。由於其左腳踢球威力強勁球速急勁，而且落點刁鑽，金判坤被公認為死球專家，球隊的自由球及角球均由他主理。
期間，金判坤以港聯身份出戰省港盃，怎料他剛在快譯通打出名堂，球隊便因於2001年解散，而他被逼轉會改組青春班的花花，結果球會降班收場。
降班後，金判坤因為其兒子剛入讀國際學校、希望在港學好英語，使金判坤主動聯絡流浪足主莫耀強，並甘願大幅減薪自薦加盟。
加盟後他擔任流浪教練兼球員，更於季初帶領流浪締造連續8場不敗佳績，高踞榜首，惟翌季隊長張耀麟車禍離世、又有多名流浪球員捲入南城地產打鬥被罰停賽，使球隊無以為繼。而金判坤亦於2004年再度掛靴，返回韓國。

## 教練生涯
2003年，金判坤加盟澎馬流浪擔任教練兼球員，而當時流浪球員經過其韓國體力化訓練後，漸漸於甲組站穩陣腳，包括現時傑志隊長盧均宜、副隊長林嘉緯、前香港代表隊隊長陳偉豪以及流浪隊長張耀麟等球員。
直到2004年，金判坤掛靴後返回南韓，於韓國足球協會擔任技術指導，到2002年考獲亞洲足協專業級教練資格，而當時全球只有5名韓國人擁有此資格。及後他一直擔任韓職球會釜山偶像的教練，並且三度擔任球會臨時領隊，歷時達8個月，共帶領球隊出戰34場，取得10勝8和16負的成績。
2008年12月3日，他應前南華足主羅傑承邀請回港擔任南華領隊，更帶領南華成功衛冕聯賽錦標，還首度晉身亞協盃四強。雖然最終南華以0–1不敵科威特SC未能夠歷史性地晉身決賽，惟當晚已令香港大球場罕有地於開賽前懸掛起代表門票售罄的紅旗、同時創下亞協盃最高入場人數紀錄。
同年，金判坤兼任香港奧運代表隊及香港代表隊主教練期間，帶領以全南華球員組成的香港隊到台灣高雄參與東亞錦標賽外圍賽，並以3戰入16球失0球的佳績，憑藉最佳得失球差出線決賽周。同年12月，他帶領香港奧運隊於2009年東亞運動會先後擊敗南韓，朝鮮及日本國青隊，為香港足球奪得歷史上首個綜合運動會冠軍。
2010年5月，他獲由香港教練培訓委員會主辦的優秀教練選舉中的年度最佳隊際運動教練獎。
同年12月，他因壓力過大致嚴重胃酸倒流，申請病假返回韓國進行身體檢查。直到於擊敗和富大埔的高級組銀牌四強的賽後，正式宣佈辭去南華領隊一職，並與韓職球會FC慶南簽約2年，擔任助理教練兼任南華體能顧問。
2011年10月5日，金判坤向香港足球總會申請擔任鳳凰計劃的香港青訓教練，同年12月22日，香港足總確認委任金判坤為新任香港青年代表隊主教練、負責18歲及以下各梯隊的選秀和發展及訓練工作。
2012年，由於香港隊教練摩力克因戰績差、加上選人及踢法未能與足總高層取得共識，熟悉香港足球運作的金判坤於11月2日隨即獲委任為香港隊暫代教練，合約至2013年7月底屆滿。
2013年3月，他帶領香港於亞洲盃外圍賽中，先後賽和勁旅烏茲別克及擊敗越南國家隊，及後他獲香港足總正式與他簽署教練合約至2014年。
2015年6月，由於香港在2018世界盃亞洲區外圍賽中表現出現，同時令香港在該月的世界排名躍升至137位，雖然最終香港在外圍賽以4勝2和2負，得14分的成績得小組第3位，但其中兩和世界排名84位的中國國家隊及首度在西亞國家隊中錄得入球進帳，可謂踢出近年代表作、成績有目共睹，更成功吸引新一代球迷入場支持香港隊。同時人氣高企的金判坤獲幸福醫藥邀請拍攝宣傳廣告等等。
再於同年11月30日，香港足總成功力壓塔吉克及越南足協，奪得亞洲足協最佳發展成員獎。同時已盛傳金判坤獲國內及中東球會有意重金禮聘他執教，但他於2015年12月7日與香港足總續約至2018年6月。
直至2017年1月29日，居港7年的金判坤成功領取香港身分證，但未有放棄韓國護照。
可是繼世界盃亞洲區外圍賽出局後，香港隊成績進步不大，而且在2019年亞洲盃外圍賽最後一圈的形勢出線都不樂觀，加上金判坤在香港隊選人方面被指經常偏好多名表現不似預期的本地和入籍球員，所以有球迷要求他辭職、更有球迷自2017年中起在香港隊賽事中高舉「Kim out」標語的橫幅。
2017年11月，香港於主場不敵黎巴嫩的亞洲盃外圍賽後，金判坤接到南韓足協邀請他與其餘幾位南韓教練申請技術總監職位，而當時他已將消息告知香港足總，經過幾個星期南韓足協高層甄選後，決定聘請金判坤。
最後，金判坤在前途未明之下在12月25日與香港足球總會提前解除原定2018年6月到期的合約，並在2018年1月加入南韓足協擔任新任技術總監，部署2020進軍東京奧運等，同時領導新成立的選拔委員會管理、領導韓國各級國家隊事務、負責處理聘請南韓國家隊以及U23代表隊教練的事宜。而金判坤更開創即使是球員時代不算突出和沒有踢過國家隊，但憑能力爭取機會參與國家隊事務的例子，獲不少南韓和香港傳媒報道。
2022年1月，金判坤开始执教马来西亚国家队。2024年7月16日，马来西亚足协官方消息，金判坤宣布辞职。

## 家庭生活
金判坤有3個哥哥及1個姐姐，他是家中最小的孩子，其堂兄更是南韓著名教練金浩坤。
金判坤家人在其童年時，為生活每逢周五就在家鄉晉州5公里以外的市集擺攤售賣食物，更會在放學後幫忙，練得一手廚藝，而大醬湯是其拿手菜式。
金判坤現時已婚，育有一子一女，他們更在港成長，並入讀香港的國際學校。
金判坤在2003年更為剛入讀國際學校的兒子，主動聯絡流浪足主莫耀強，並甘願大幅減薪希望加盟和留港。

## 語錄
1. 「如果我比賽輸了4球，我實在沒面子去乘港鐵，我很難鼓起勇氣踏進地鐵回家去，我感到羞恥。」
2. 「也許我是一個垃圾教練，教不到你們足球技術，但一定可以教你們做人的態度。」
3. 「球員必須有為國捐軀之心。」
4. 「當我執教香港時，我真的願意為香港而死！（When I coach Hong Kong, I really want to die for Hong Kong.）」
5. 「只有足球，才能把人民團結起來。」
6. 「我不敢說自己是最好的教練，但我的態度肯定是世上最好的一個！」
7. 「我的夢想是成為最佳教練，我們要向市民展示拚搏精神，為市民奮鬥的精神！」
8. 「我們是一家人，不管來自尼日利亞、巴西、英格蘭，總之我們說你符合資格，我就邀請他們加入，為我們拚搏，足球是著重團結的運動！」

## 榮譽

### 球員
蔚山現代
- 韓國職業聯賽冠軍（1996年）

個人
- 香港足球明星選舉 最佳十一人（2003–04季度）

### 教練
南華
- 香港甲組聯賽冠軍（2007–08、2008–09、2009–10季度）
- 香港聯賽盃冠軍（2007–08季度）
- 香港高級組銀牌冠軍（2009–10季度）

蔚山HD
- 韓國職業聯賽冠軍（2024年）

香港足球代表隊
- 2010年東亞足球錦標賽準決賽冠軍（2010年）

香港奧運足球代表隊
- 東亞運動會足球項目冠軍（2009年）

個人
- 香港足球明星選舉 最佳教練（2009–10季度）
- 香港優秀教練選舉 最佳隊際運動教練（2009年）